# Communauté de communes Seine Melda Coteaux
Die Communauté de communes Seine Melda Coteaux war ein französischer Gemeindeverband mit der Rechtsform einer Communauté de communes im Département Aube in der Region Grand Est. Er wurde am 7. Dezember 2007 gegründet und umfasste 19 Gemeinden. Der Verwaltungssitz befand sich im Ort Saint-Lyé.

## Historische Entwicklung
Am 1. Januar 2017 wurde der Gemeindeverband mit der Communauté d’agglomération Grand Troyes und den Communauté de communes Bouilly-Mogne-Aumont und Seine Barse sowie den Gemeinden Bucey-en-Othe, Estissac, Fontvannes, Messon, Prugny und Vauchassis aus der Communauté de communes des Portes du Pays d’Othe zur Communauté d’agglomération Troyes Champagne Métropole zusammengeschlossen.

## Ehemalige Mitgliedsgemeinden
1. Aubeterre
2. Barberey-Saint-Sulpice
3. Creney-près-Troyes
4. Dierrey-Saint-Pierre
5. Feuges
6. Lavau
7. Macey
8. Mergey
9. Montgueux
10. Montsuzain
11. Le Pavillon-Sainte-Julie
12. Payns
13. Saint-Benoît-sur-Seine
14. Saint-Lyé
15. Sainte-Maure
16. Vailly
17. Villacerf
18. Villechétif
19. Villeloup